# Aqua (roman)
Aqua este un roman științifico-fantastic thriller din 1993 scris de autorul francez Jean-Marc Ligny. A apărut la editura Fleuve noir, colecția „Anticipation”. În 2006 apare romanul Aqua (TM) Arhivat în 14 noiembrie 2012, la Wayback Machine. la editura L'Atalante.

## Povestea
La începutul secolului al XXI-lea, orașele din Europa se baricadează. Războiul face ravagii în Africa. În toată lumea se dau lupte și au loc ucideri pentru apă.